# 达米扬·雅尼科夫斯基
达米扬·雅尼科夫斯基（波蘭語：Damian Janikowski，1989年6月27日—），波兰男子摔跤运动员。他曾代表波兰参加2012年夏季奥林匹克运动会摔跤比赛，获得男子古典式84公斤级铜牌。